# Belerido
Belerido (em latim: Belleridus) foi um oficial romano de origem gótica, ativo durante o reinado do imperador Honório (r. 395–423). Era um doméstico de Saro, o Godo. Foi morto em 412 e como sua morte não foi vingada, Saro abandonou Honório e dirigiu-se à Gália.